# 의성군의 행정 구역
의성군의 행정 구역은 1읍 17면으로 구성되어 있다. 의성군의 면적은 1,178.82km2이며, 인구는 2009년 12월 31일을 기준으로 26,941세대, 59,608명이다.

## 역사
- 1895년 6월 23일(음력 윤5월 1일) 대구부 의성군으로 개편하였다.
- 1896년 8월 4일 경상북도 의성군으로 개편하였다.
- 1909년 6월 25일 의성군의 우곡면이 비안군에 편입되었다.[2]
- 1914년 4월 1일 비안군 일원(현서면은 예천군에 편입), 용궁군 신하면을 의성군에 편입하였다.[3]

| 조선총독부령 제111호 |             |                                                                                |
| 구 행정구역 | 신 행정구역 | 신 행정구역                                                                    |
| 의성군 남부면(南部面) 도북동/도남동/원흥동/호미동, 도서동, 상비동/하비동/봉정동, 상신동/하신동/(도북면)시동, 오로동/묵동/정자동, 자치동/선암동, 성동/상팔동/하팔동 | 의성면      | 도동동, 도서동, 비봉동, 시신동, 오로동, 치선동, 팔성동                         |
| 의성군 북부면(北部面) 상리동, 행촌동/업동/우두동/철파동 일부, 원당동/교동, 중리동/창동/성조동, 철파동 일부, 후죽동/상성동/하성동 | 의성면      | 상리동, 업동, 원당동, 중리동, 철파동, 후죽동                                   |
| 의성군 내사면(內舍面) 산마동/행정동/혈동/공곡동, 노매동/사익동/우평동/누곡동/월평동 일부, 대감동/소감동/신기동, 구평동/구눌동/월평동 일부/중평동 일부/양지동, 오동/중리동/상리동/귀상동 일부/(외사면)도평동 일부, 연풍동/중평동 일부/월평동 일부/음지동 | 사곡면      | 공정동, 매곡동, 신감동, 양지동, 오상동, 음지동                                 |
| 의성군 외사면(外舍面) 신리동, 입암동/하승동/작승동/도평동 일부, 토현동/도평동 일부/(내사면)귀상동 일부/귀하동, 상전동/하전동/화곡동 | 사곡면      | 신리동, 작승동, 토현동, 화전동                                                 |
| 의성군 단촌면(丹村面) 방하동, 상화동/신적동/화상동 일부, 신기동/세촌동 일부/망진동 일부, 장림동/용성동/망진동 일부/(안동군 일직면)평팔동 일부, 하화동/화상동 일부 | 단촌면      | 방하동, 상화동, 세촌동, 장림동, 하화동                                         |
| 의성군 구산면(龜山面) 관덕동/목촌동/안영동/은행동 일부/병방동 일부, 구계동 일부/재궁동 일부/(안동군 남선면)외하동 일부/토지동 일부/(안동군 일직면)신기동 일부, 안정동/상은동/병방동 일부/은행동 일부, 후평동/명성동/(점곡면)토일동 | 단촌면      | 관덕동, 구계동, 병방동, 후평동                                                 |
| 의성군 산운면(山雲面) 개일동 일부/(의흥군 내화면)원제동 일부, 다상동/다중동/다하동/신기동 일부/청로동 일부/가평동 일부, 수정동/소산동/가평동 일부, 청로동 일부, 고현동/위마동/신기동 일부 | 산운면      | 개일동, 산운동, 수정동, 청로동, 탑리동                                         |
| 의성군 상천면(上川面) 승방동, 운곡동/신기동/구로동, 제두동/오대동, 상고동/하고동/학미동/산마동 일부 | 산운면      | 만천동, 운곡동, 제오동, 학미동                                                 |
| 의성군 봉양면(鳳陽面) 사호동/구산동/덕은동, 장기동/신기동/곡현동/평기동 일부, 고산동/오산동/송산동, 신동/마전동/평기동 일부, 장대동/분명동/나호동, 풍림동/상리동/중리동, 화전동/원지동/안곡동 일부/(비안군 신동면)안호동 일부 | 봉양면      | 구산동, 도원동, 삼산동, 신평동, 장대동, 풍리동, 화전동                         |
| 의성군 금뢰면(金磊面) 구미동, 천동/호상동 일부/길부동 일부, 문흥동/호상동 일부, 엄현동/분토동/길부동 일부, 사부동/사상동/노매동 | 봉양면      | 구미동, 길천동, 문흥동, 분토동, 사부동                                         |
| 의성군 소문면(召文面) 화동/구상동/구하동/구련동, 검동/대리동, 명호동/백장동/덕곡동/상리동, 교방동/초전동, 직동/죽동/하동/(상천면)산마동 일부 | 소문면      | 구련동, 대리동, 명덕동, 초전동, 하동                                           |
| 의성군 억곡면(億谷面) 하리동/판번동/대리동, 둔태동/신안동/도경동/석흥동 | 소문면      | 광현동, 도경동                                                                 |
| 의성군 점곡면(點谷面) 구암동/신현동/증암동, 명고동/옥곡동, 서암동/윤곡동/차동, 장흥동/다적동/월촌동/단의동 일부/동변동 일부, 서기동/서태동/동변동 일부/서후동 일부/서전동 일부, 서각동/중리동/서전동 일부/서후동 일부/비대동 일부, 교동/하리동/송내동, 동평동/황룡동 | 점곡면      | 구암동, 명고동, 윤암동, 동변동, 서변동, 사촌동, 송내동, 황룡동                 |
| 의성군 옥산면(玉山面) 정자동/금곡동/토동/입암동 일부/구성동 일부, 상감동/하감동/옥계동, 실업동/제동, 박달동/개일동/초방동/유동/진목동, 봉동/의방동, 금고동, 무학동/전대동/흥동/진고동/상진동/광전동 일부, 달곡동/국동/토점동/입암동 일부/광산동 일부, 상신동/하신동/원계동/원지동/(점곡면)단의동 일부, 시목동/상리동/광전동 일부/광산동 일부/구성동 일부 | 옥산면      | 정자동, 감계동, 실업동, 오류동, 금봉동, 금학동, 전흥동, 입암동, 신계동, 구성동 |
| 의성군 춘산면(春山面) 금동/오목동, 신흥동/언지동/죽전동/회동, 서재동/소량동/등평동/옥정동, 대동/사품동/지음동, 옹천동/금호동, 서원동/중리동/하리동, 상은동/하은동/봉미동, 효선동/불회동 | 춘산면      | 금오동, 신흥동, 옥정동, 대사동, 금천동, 빙계동, 사미동, 효선동                 |
| 의성군 가음면(佳音面) 현리동/중리동/대동/용산동/척화동, 호상동/순호동/상동/순중동/순하동, 신리동/귀천동/장기동, 가상동/가중동/가하동/계산동/토현동 일부, 상양동/하양동/토현동 일부, 이동/덕천동 일부, 장동/덕천동 일부 | 가음면      | 현리동, 순호동, 귀천동, 가산동, 양지동, 이동, 장동                             |
| 의성군 석전면(石田面) 우리동/용립동/대사동, 낭묵동/용천동/봉계동/도옥동, 의곡동/운흥동/신기동/신평동/신안동 | 안평면      | 대사동, 도옥동, 신안동                                                         |
| 의성군 안평면(安平面) 괴촌동/동산동/죽전동, 가도동/기곡동/(비안군 외북면)기곡동, 마전동, 박곡동/시동, 하신동/거촌동/석탑동/(안동군 일직면)평팔동 일부, 상신동/상월동/하월동, 창리동/두역동/알길동/(안동군 일직면)평팔동 일부/(비안군 외북면)알길동 일부 | 안평면      | 괴산동, 기도동, 마전동, 박곡동, 석탑동, 신월동, 창길동                         |
| 비안군 외북면(外北面) 삼거리/춘생동/(안동군 일직면)평팔동 일부, 해령동/하연동, 금당동/누곡동 | 안평면      | 삼춘동, 하령동                                                                 |
| 비안군 외북면(外北面) 삼거리/춘생동/(안동군 일직면)평팔동 일부, 해령동/하연동, 금당동/누곡동 | 비안면      | 금곡동                                                                         |
| 비안군 내북면(內北面) 용동/내남동/외남동/용호동 일부/후천동 일부, 후천동 일부/내두동 일부/용호동 일부, 자포동/일곡동/조동 일부/성동 일부, 가두동/외사동/성동 일부/내두동 일부, 도락동/생려동/조동 일부 | 비안면      | 용남동, 용천동, 외곡동, 이두동, 자락동                                         |
| 비안군 신동면(身東面) 모로동/가도동/장암동, 제하리/제내리/산두동, 쌍계동, 구평리/안호리/(의성군 봉양면)안곡동 일부, 현동, 신기동/무덕동/화장동 | 비안면      | 도암동, 산제동, 쌍계동, 안평동, 현산동, 화신동                                 |
| 비안군 군내면(郡內面) 포하동/창하동 일부, 창상동/구계동/서강동/신흥동/박연동 일부/창하동 일부, 내옥포동/외옥포동/막동/사천동/구연동/(군위군 화곡면)율리동 일부/사지동 일부, 장송동/두모동/조남동/춘강동 | 비안면      | 동부동, 서부동, 옥연동, 장춘동                                                 |
| 비안군 내서면(內西面) 흥전동/(단서면)청신동/조율동/소리동, 흥암동/조개동 일부/(외서면)모고동 일부/하리 일부, 조성동/신촌/조개동 일부, 구천동/산구동/용점동/용천동 | 구천면      | 소호동, 모흥동, 조성동, 위성동                                                 |
| 비안군 외서면(外西面) 팔미동/천동/가리 일부/율지동 일부, 유산동 일부/내동 일부/비산동 일부, 원산동/율지동 일부/내동 일부/모고동 일부/유산동 일부 | 구천면      | 미천동, 내산동, 유산동                                                         |
| 비안군 단동면(丹東面) 상국동/중국동/하국동/장곡동, 간제동/상사동/하사동/용신동/신천동 일부/(외서면)비산동 일부 | 구천면      | 장국동, 용사동                                                                 |
| 비안군 단북면(丹北面) 하연동 일부/중연동 일부/묵계동 일부/용천동 일부/칠성동 일부/용연동 일부/(단동면)도호동 일부, 용연동 일부/묵계동 일부/(단동면)도호동 일부/(정서면)노연동 일부, 상연동 일부/우제동 일부/용천동 일부/(정서면)오정동/안계동 일부/노연동 일부/(현동면)신항동 일부/오룡동, 우제동 일부/상연동 일부/중연동 일부/칠성동 일부/조암동 일부/(현동면)효자리 일부/신항동 일부/신주동 일부, 조암동 일부/우제동 일부/(현동면)효자리 일부/신주동 일부/모산동/대제동, 조암동 일부/칠성동 일부/하연동 일부, 신기동/물흥동/하제동/(현남면)용산동 일부/(현동면)신산동 일부 | 단북면      | 이연동, 노연동, 정안동, 연제동, 효제동, 성암동, 신하동                         |
| 비안군 단남면(丹南面) 팔등동, 송상동/송중리/송하리/율리/생물리, 낙동동/양정동, 연산리/용미동 | 단밀면      | 팔등동, 생송동, 낙정동, 용산동                                                 |
| 비안군 단서면(丹西面) 속상동 일부/도암동 일부/속하동 일부, 단곡동/(단동면)도호동 일부/신천동 일부/(정서면)노연동 일부/(단북면)묵계동 일부, 위성동/주중동/용암동 일부/주하동 일부/(단동면)도호동 일부, 지내동/선상동/선하동/주하동 일부/속상동 일부/속하동 일부/도암동 일부/용암동 일부/(단동면)도호동 일부, 부제동/구서동/기동 | 단밀면      | 속암동, 용곡동, 위중동, 주선동, 서제동                                         |
| 비안군 현내면(縣內面) 미력동/음곤동/상광덕동 일부, 덕촌동/말지동/하광덕동/상광덕동 일부, 서동/양곤동, 답곡동/우곡동/동동/반룡동 일부 | 다인면      | 덕미동, 덕지동, 양서동, 용곡동                                                 |
| 비안군 현남면(縣南面) 가야동/신촌동 일부/시말동 일부/용산동 일부/원동 일부, 내동리/신촌동 일부, 서리동/원동 일부/도구동 일부/금릉동 일부, 도산동/백암동/금릉동 일부/도구동 일부, 송화동/사호동/금릉동 일부/시말동 일부/도구동 일부, 죽림동/평지동 | 다인면      | 가원동, 산내동, 서릉동, 도암동, 송호동, 평림동                                 |
| 비안군 현동면(縣東面) 달동/모창동/김제동, 동정리/봉평동/산막동, 삼분동/남송동/운곡동 일부/용강동 일부/신주동 일부/신항동 일부, 토사동/고락동 일부/신산동 일부, 내산정동/외산정동/고락동 일부 | 다인면      | 달제동, 봉정동, 삼분동, 신락동, 외정동                                         |
| 비안군 정동면(定東面) 교촌동, 덕동/고도동 일부, 석정동/주지동/장선동/고도동 일부, 안정동/봉성동/대지동/고현동, 원동/강동/문세동/당평동/(정서면)토구동 일부 | 안계면      | 교촌동, 도덕동, 봉양동, 안정동, 위양동                                         |
| 비안군 정서면(定西面) 시동 일부/안계동 일부/태양동 일부, 송곡동/태양동 일부/시동 일부/(현동면)운곡동 일부/용강동 일부, 장기동/용제동/노연동 일부/토구동 일부/가매동 일부/(정동면)고도동 일부, 토구동 일부/가매동 일부 | 안계면      | 시안동, 양곡동, 용기동, 토매동                                                 |
| 비안군 정북면(定北面) 검곡동, 교동/마안동/(우곡면)광산동, 덕봉동, 신리동/만리동/(현동면) 만리동/?가곡동, 안심동/목사동, 방동/장하동/중리동 | 신평면      | 검곡동, 교안동, 덕봉동, 만리동, 안사동, 중하동                                 |
| 비안군 우곡면(羽谷面) 중리동/율리동, 용평동, 운방동/청계동/(용궁군 신하면)막제동 | 신평면      | 중율동, 용봉동, 청운동                                                         |
| 용궁군 신하면(申下面) 신방리/압수동, 도호동/청호동/부수동, 모소동/신기리/오호동/목리동/월곡동 | 신평면      | 신수동, 쌍호동, 월소동                                                         |
- 1934년 4월 1일 산운면과 소문면을 금성면으로 합면하였다.[4] (17면)
- 1940년 11월 1일 의성면을 의성읍으로 승격하였다.[5] (1읍 16면)
- 1973년 7월 1일 금성면 광현동이 군위군 군위면으로 편입되었다.
- 1983년 2월 15일 비안면 안평동이 봉양면으로 편입되었다.
- 1987년 1월 1일 단밀면 용산리를 선산군 도개면에, 선산군 도개면 청산리를 구천면에 편입하였다.[6]
- 1990년 4월 1일 안사출장소를 안사면으로 승격하였다. (1읍 17면)

## 행정 구역
| 읍면   | 한자   | 세대  | 인구   | 면적   | 법정리 |
| ------ | ------ | ----- | ------ | ------ | --- |
| 의성읍 | 義城邑 | 5,951 | 14,831 | 68.81  | 후죽리(帿竹里), 중리리(中里里), 상리리(上里里), 도동리(道東里), 도서리(道西里), 치선리(致仙里), 오로리(五老里), 비봉리(飛鳳里), 팔성리(八城里), 용연리(龍淵里), 원당리(元堂里), 철파리(鐵坡里), 업리(業里)                                                     |
| 단촌면 | 丹村面 | 1,115 | 2,371  | 74.18  | 세촌리(細村里), 하화리(下禾里), 상화리(上禾里), 관덕리(觀德里), 병방리(倂方里), 구계리(龜溪里), 방하리(方下里), 장림리(長林里), 후평리(後坪里) |
| 점곡면 | 點谷面 | 960   | 2,021  | 65.02  | 서변리(西邊里), 황룡리(黃龍里), 구암리(舊岩里), 명고리(鳴皐里), 동변리(東邊里), 사촌리(沙村里), 송내리(松內里), 윤암리(尹岩里) |
| 옥산면 | 玉山面 | 985   | 2,203  | 104.12 | 구성리(九成里), 정자리(亭子里), 감계리(甘溪里), 실업리(實業里), 오류리(五柳里), 금봉리(金鳳里), 전흥리(全興里), 입암리(立岩里), 신계리(新溪里), 금학리(金鶴里)                                                                                                 |
| 사곡면 | 舍谷面 | 883   | 1,813  | 73.4   | 양지리(陽地里), 음지리(陰地里), 오상리(梧上里), 신감리(新甘里), 매곡리(梅谷里), 공정리(孔亭里), 화전리(花田里), 신리리(新里里), 작승리(作承里), 토현리(土峴里)                                                                                                 |
| 춘산면 | 春山面 | 787   | 1,775  | 67.24  | 옥정리(玉井里), 금오리(金梧里), 신흥리(新興里), 대사리(大沙里), 금천리(錦泉里), 빙계리(氷溪里), 사미리(思美里), 효선리(孝仙里) |
| 가음면 | 佳音面 | 796   | 1,664  | 41.53  | 장리(長里), 이리(梨里), 양지리(陽地里), 가산리(佳山里), 귀천리(龜川里), 순호리(蓴湖里), 현리리(縣里里) |
| 금성면 | 金城面 | 2,385 | 5,097  | 74.55  | 탑리리(塔里里), 대리리(大里里), 학미리(鶴尾里), 제오리(堤梧里), 운곡리(雲谷里), 만천리(晩川里), 하리(霞里), 초전리(草田里), 구련리(龜蓮里), 명덕리(明德里), 도경리(道境里), 개일리(開日里), 청로리(靑路里), 산운리(山雲里), 수정리(水淨里)                     |
| 봉양면 | 鳳陽面 | 1,888 | 4,271  | 67.46  | 삼산리(三山里), 장대리(藏待里), 풍리리(豊里里), 구산리(龜山里), 신평리(新平里), 도원리(桃源里), 화전리(花田里), 사부리(沙阜里), 구미리(龜尾里), 길천리(吉泉里), 문흥리(文興里), 분토리(粉吐里), 안평리(安平里)                                                 |
| 비안면 | 比安面 | 1,374 | 2,778  | 65.51  | 동부리(東部里), 서부리(西部里), 옥연리(玉淵里), 용천리(龍川里), 용남리(龍南里), 이두리(二杜里), 외곡리(外谷里), 자락리(自樂里), 현산리(現山里), 산제리(山堤里), 화신리(花新里), 쌍계리(雙溪里), 도암리(道岩里), 장춘리(長春里)                                 |
| 구천면 | 龜川面 | 987   | 2,079  | 46.66  | 위성리(渭城里), 모흥리(慕興里), 조성리(造成里), 장국리(長局里), 소호리(小湖里), 용사리(龍蛇里), 내산리(內山里), 유산리(酉山里), 미천리(美泉里), 청산리(靑山里)                                                                                                 |
| 단밀면 | 丹密面 | 1,015 | 2,183  | 54.12  | 속암리(涑岩里), 용곡리(龍谷里), 위중리(渭中里), 주선리(注仙里), 서제리(書堤里), 팔등리(八嶝里), 생송리(生松里), 낙정리(洛井里) |
| 단북면 | 丹北面 | 1,015 | 2,173  | 23.91  | 이연리(二連里), 노연리(魯淵里), 정안리(井安里), 연제리(連堤里), 효제리(孝堤里), 성암리(星岩里), 신하리(新下里) |
| 안계면 | 安溪面 | 2,296 | 5,181  | 43.68  | 용기리(龍基里), 토매리(土每里), 위양리(渭陽里), 교촌리(校村里), 안정리(安定里), 봉양리(鳳陽里), 도덕리(道德里), 양곡리(陽谷里), 시안리(枾安里) |
| 다인면 | 多仁面 | 2,245 | 4,831  | 89.78  | 서릉리(西陵里), 산내리(山內里), 가원리(佳院里), 송호리(松湖里), 도암리(陶岩里), 평림리(平林里), 덕지리(德池里), 덕미리(德彌里), 양서리(陽西里), 용곡리(龍谷里), 봉정리(鳳井里), 달제리(達堤里), 삼분리(三汾里), 외정리(外井里), 신락리(申樂里), 용무리(龍武里) |
| 신평면 | 新平面 | 483   | 909    | 55.87  | 용봉리(龍峰里), 덕봉리(德峰里), 중율리(中栗里), 청운리(淸雲里), 교안리(橋安里), 검곡리(檢谷里) |
| 안평면 | 安平面 | 1,203 | 2,418  | 101.2  | 창길리(倉吉里), 괴산리(槐山里), 박곡리(朴谷里), 석탑리(石塔里), 신월리(新月里), 신안리(新安里), 대사리(大司里), 도옥리(都玉里), 마전리(馬轉里), 기도리(箕道里), 금곡리(金谷里), 하령리(河寧里), 삼춘리(三春里)                                                 |
| 안사면 | 安寺面 | 573   | 1,010  | 61.78  | 중하리(中河里), 안사리(安寺里), 만리리(萬里里), 신수리(新水里), 월소리(月沼里), 쌍호리(雙湖里) |